# Genfi egyezmények

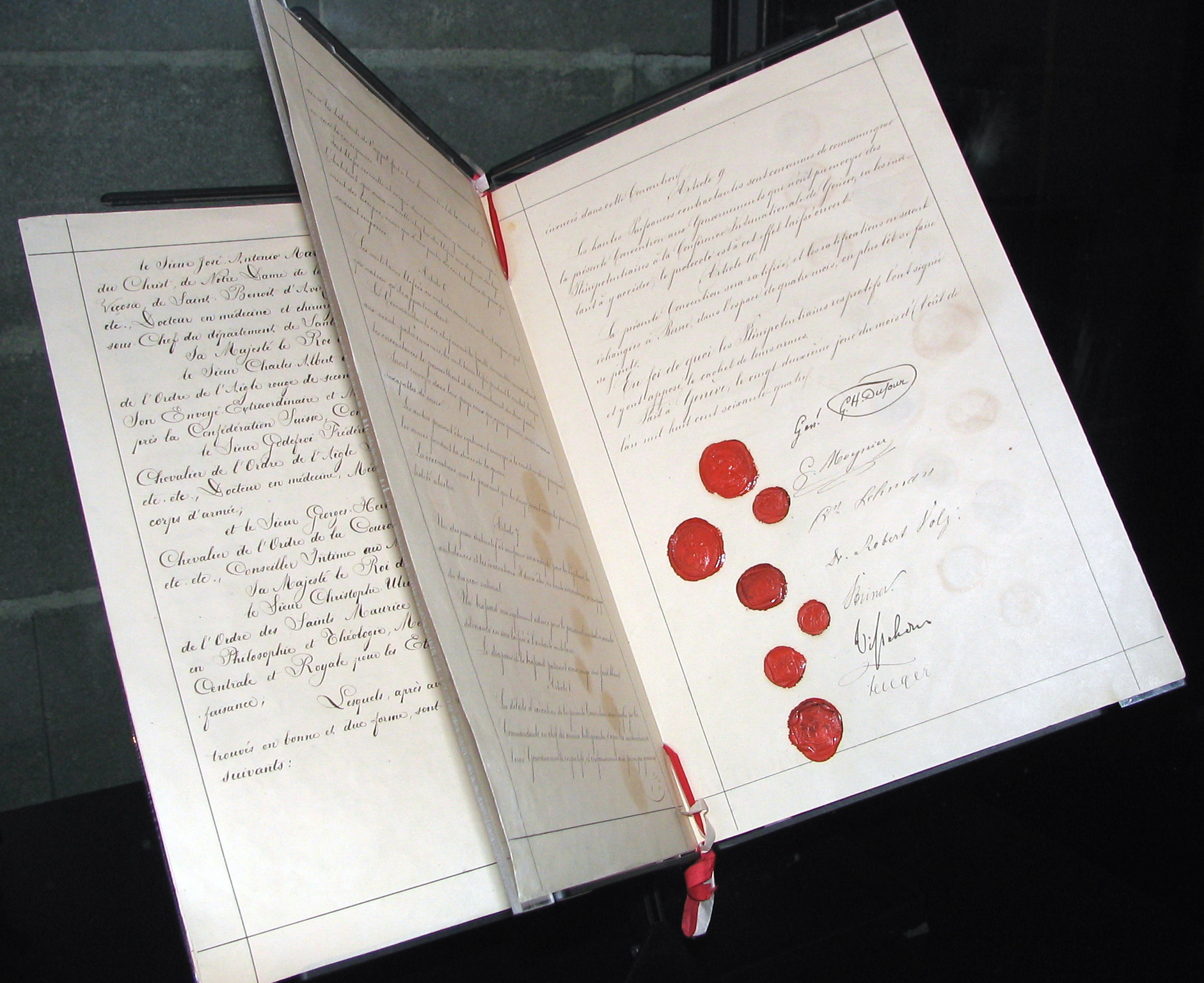
Az 1864-ben elfogadott első genfi egyezmény.

A genfi egyezmények kifejezés tág értelemben a történelem során folyamatosan egymást követően Genfben elfogadott, nemzetközi humanitárius jogi (vagy nemzetközi hadijogi) tárgyú egyezményeket takarja, szűkebb (és gyakrabban használt) értelemben pedig a jelenleg is hatályban lévő, 1949. augusztus 12-én elfogadott négy egyezményt jelenti, melyek megállapítják az irányadó alapvető nemzetközi jogi szabályokat fegyveres konfliktusok esetén. Az 1899-ben és 1907-ben elfogadott hágai egyezményekkel együtt képezik a nemzetközi humanitárius jogi rendszer alapjait.

## Jelenlegi állapot
A jelenleg hatályban lévő négy 1949-es genfi egyezmény a következő:
- Egyezmény a hadrakelt fegyveres erők sebesültjeinek és betegeinek helyzetének javításáról
- Egyezmény a tengeri haderők sebesültjeinek és betegeinek helyzetének javításáról
- Egyezmény a hadifoglyokkal való bánásmódról
- Egyezmény a polgári lakosság háború idején való védelméről

Ezeket később három kiegészítő jegyzőkönyv módosította:
- 1977 – Jegyzőkönyv az 1949-es genfi egyezmények kiegészítéséről és a nemzetközi fegyveres összeütközések áldozatainak védelméről
- 1977 – Jegyzőkönyv az 1949-es genfi egyezmények kiegészítéséről és a nem nemzetközi fegyveres összeütközések áldozatainak védelméről
- 2005 – Jegyzőkönyv egy további megkülönböztető jelvény elfogadásáról

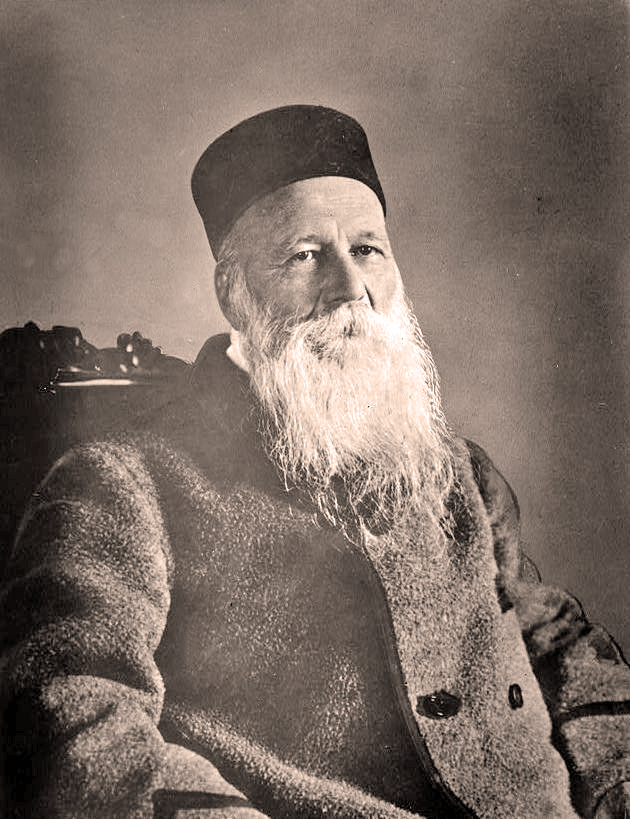
A legelső genfi egyezmény első megfogalmazója Jean-Henri Dunant volt, a Nemzetközi Vöröskereszt létrehozója

## Történeti fejlődés
A legelső genfi egyezmény 1864-ben született, tárgya a háborús sebesültek megkülönböztetés nélküli megsegítése volt. Ezt további fejlesztés, újabb egyezmények elfogadása követte, bizonyos területek azonban nem a genfi egyezmények szabályozási körébe kerültek. Így például a tengeri hadviselés sebesült, beteg és hajótörött áldozataival való bánásmóddal elsőként az 1899-ben elfogadott III. hágai egyezmény foglalkozott, az csak 1949-ben került be az akkor elfogadott négy genfi egyezmény rendszerébe. A hadifoglyokkal való bánásmód szabályai 1929-ben váltak a genfi egyezmények tárgyává (ekkor született egyszerre kettő genfi egyezmény), korábban a Hágai egyezmények által megállapított szárazföldi hadviselési szabályzatok foglalkoztak ezzel a kérdéssel. Az 1949-ben elfogadott, jelenleg is hatályban lévő négy egyezmény közül a IV., a kifejezetten a polgári lakosság védelmére vonatkozóan született egyezmény jelentett komoly újítást, hiszen ezzel a kérdéssel csupán érintőlegesen foglalkoztak a fent említett hadviselési szabályzatok.
Az egyezmények leginkább a nem harcosok (azaz leginkább a polgári személyek, egészségügyi alakulatok stb.) és a hadifoglyok védelmével foglalkoznak, és nem érintik a háborúban alkalmazható fegyverek kérdését, amelyeket különböző más nemzetközi szerződések szabályoznak (az 1899-es és 1907-es Hágai egyezmények, a gáz- és biológiai fegyvereket az 1925-ben elfogadott Genfi jegyzőkönyv tiltja, stb.). Az első, 1864-es, valamint a korai egyezmények Jean Henri Dunant erőfeszítéseinek eredményei, akit a háború Solferinói csatában megismert szörnyűségei motiváltak 1859-ben.
Az első egyezmény elfogadása a Nemzetközi Vöröskereszt elődszervezetének 1863-as megalakulását követte. Az 1949-ben elfogadott négy genfi egyezményt 2008. augusztus 28-áig, miután Montenegró csatlakozott hozzájuk, összesen 194 ország ratifikálta.

## A genfi egyezmények előírásainak kikényszerítése
Az I., II., III. és IV. egyezmény sorban 49., 50., 129. és 146. cikke az összes részes államot arra kötelezi, hogy azok törvényi erővel minősítsék bűncselekménynek az egyezmények súlyos megsértésének eseteit. Ezzel válik lehetővé, hogy a részes államok saját büntetőjogi eszközeikkel lépjenek fel a jogsértő személyekkel szemben.